# Mamadou N'Diaye (cestista 1975)
Mamadou N'Diaye (Dakar, 16 giugno 1975) è un ex cestista e allenatore di pallacanestro senegalese.

## Carriera
Dedito inizialmente al calcio, venne meglio indirizzato al basket prima di compiere 18 anni, guadagnandosi in breve tempo le prime convocazioni in nazionale. Ottimo studente al liceo, quando si iscrisse alla Auburn University si dedicò anche al torneo di basket NCAA riportando ottimi risultati, fra cui il record del college di stoppate in carriera, detenuto fino ad allora da Charles Barkley.
Si dichiarò eleggibile per il Draft NBA 2000, venendo chiamato al primo turno, risultando essere la 26ª scelta assoluta, dai Denver Nuggets. Con la franchigia del Colorado non giocò neanche una partita e nel gennaio 2001 venne ceduto ai Toronto Raptors. Restò con i canadesi per tre stagioni, le migliori della sua carriera NBA, con medie di 4,8 punti, 3,1 rimbalzi e 1,1 stoppate a partita. Nel 2003-04 arrivò in gennaio ai Dallas Mavericks, che lo cedettero in febbraio agli Atlanta Hawks. Nel 2004-05 giocò invece per i Los Angeles Clippers.
Tra il 2005 e il 2008 ha giocato in Grecia, nel PAOK Salonicco prima e nel Panellinios Atene poi.

## Statistiche

### College
| Anno      | Squadra       | PG  | PT  | MP   | TC%  | 3P% | TL%  | RP  | AP  | PRP | SP  | PP  |
| --------- | ------------- | --- | --- | ---- | ---- | --- | ---- | --- | --- | --- | --- | --- |
| 1996-1997 | Auburn Tigers | 31  | 11  | 11,3 | 48,8 | 0,0 | 52,6 | 2,5 | 0,2 | 0,4 | 0,8 | 3,0 |
| 1997-1998 | Auburn Tigers | 30  | 30  | 24,9 | 50,3 | -   | 61,6 | 6,9 | 0,7 | 0,5 | 2,4 | 8,0 |
| 1998-1999 | Auburn Tigers | 33  | 33  | 23,8 | 48,9 | 0,0 | 64,9 | 7,5 | 0,9 | 1,0 | 2,3 | 7,2 |
| 1999-2000 | Auburn Tigers | 34  | 33  | 26,6 | 53,5 | -   | 66,5 | 7,9 | 0,5 | 0,8 | 1,9 | 8,9 |
| Carriera  | Carriera      | 128 | 107 | 21,8 | 50,6 | 0,0 | 64,1 | 6,2 | 0,6 | 0,7 | 1,9 | 6,8 |

### NBA

#### Regular season
| Anno      | Squadra          | PG | PT | MP   | TC%  | 3P% | TL%  | RP  | AP  | PRP | SP  | PP  |
| --------- | ---------------- | -- | -- | ---- | ---- | --- | ---- | --- | --- | --- | --- | --- |
| 2000-2001 | Toronto Raptors  | 3  | 0  | 3,3  | 25,0 | 0,0 | 0,0  | 0,7 | 0,0 | 0,0 | 0,0 | 1,3 |
| 2001-2002 | Toronto Raptors  | 5  | 0  | 9,2  | 60,0 | 0,0 | 80,0 | 2,2 | 0,0 | 0,0 | 0,4 | 4,0 |
| 2002-2003 | Toronto Raptors  | 22 | 8  | 16,5 | 44,8 | 0,0 | 72,3 | 3,7 | 0,3 | 0,4 | 1,5 | 5,5 |
| 2003-2004 | Dallas Mavericks | 3  | 0  | 2,3  | 0,0  | 0,0 | 0,0  | 0,3 | 0,0 | 0,0 | 0,3 | 0,0 |
| 2003-2004 | Atlanta Hawks    | 25 | 1  | 14,4 | 39,7 | 0,0 | 74,6 | 4,4 | 0,0 | 0,3 | 1,0 | 3,9 |
| 2004-2005 | L.A. Clippers    | 11 | 0  | 6,5  | 40,0 | 0,0 | 57,1 | 1,6 | 0,1 | 0,1 | 0,5 | 1,8 |
| Carriera  | Carriera         | 69 | 9  | 12,4 | 42,7 | 0,0 | 73,6 | 3,3 | 0,1 | 0,2 | 0,9 | 3,8 |

#### Massimi in carriera
- Massimo di punti: 15 vs Miami Heat (20 febbraio 2004)[1]
- Massimo di rimbalzi: 10 vs Sacramento Kings (14 marzo 2003)
- Massimo di assist: 2 (2 volte)
- Massimo di palle rubate: 2 vs Miami Heat (20 febbraio 2004)
- Massimo di stoppate: 8 vs Chicago Bulls (11 aprile 2002)
- Massimo di tiri liberi: 9 vs Miami Heat (20 febbraio 2004)

## Palmarès
- Campionato lituano: 1

Žalgiris Kaunas: 2007-08
- Lega Baltica: 1

Žalgiris Kaunas: 2007-08